# Калиновець
Калиновець — колишнє село, входило до складу Вовнянської сільської ради, Шосткинський район, Сумська область.
Станом на 1988 рік в селі проживало 10 людей. 29 липня 1993 року приєднане до села Вовна.

## Географічне розташування
Калиновець знаходиться за 1,5 км від села Вовни.

## Населення
Згідно з переписом УРСР 1989 року чисельність наявного населення села становила 10 осіб, з яких 4 чоловіки та 6 жінок.